# مارشال روکا
مارشال روکا (ایتالیایی: Il maresciallo Rocca) یک مجموعهٔ تلویزیونی جنایی ایتالیایی است که از سال ۱۹۹۶ تا ۲۰۰۵ میلادی پخش شد. این سریال در زمان پخش اولیه خود، یکی از محبوب‌ترین تولیدات تلویزیونی بود.

## بازیگران
- جیجی پرویتی
- استفانیا ساندرلی
- سرجو فیورنتینی
- ماتیا اسبراجا
- انیو جیرولامی
- روبرتو آکورنیرو
- ورونیکا پیوه‌تی
- لورنتسو بالدوچی
- لوئیجی ماریا بوروآنو
- فرانچسکو آکوارولی
- لودوویکا مودونیو
- رُزا پیانتا
- جوزپه دِ رُزا